# مان پی تاک
مان پی تاک (انگلیسی: Man Pei Tak؛ زادهٔ ۱۶ فوریهٔ ۱۹۸۲) بازیکن سابق و مربی فوتبال اهل هنگ کنگ است.
از باشگاه‌هایی که در آن بازی کرده است می‌توان به باشگاه ایسترن اسپورتز، باشگاه ورزشی کیتچی، باشگاه چین جنوبی، و باشگاه فوتبال هنگ کنگ رنجرز اشاره کرد.
وی همچنین در تیم ملی فوتبال هنگ کنگ بازی کرده است.